# 暗水幽灵
《暗水幽灵》（日语：仄暗い水の底から）。是鈴木光司所写的一部恐怖小说短篇集。成书于1996年。并于2002年改编为电影，取名Dark Water。
据作者在后记中说，这20年来一直住在港区边上的一座公寓里。地图上显示大正十年（1892年）时东海道线的东侧就是大海。梦之岛当时还不存在呢。直到昭和三十年（1955年时）梦之岛才出现。人造陆地的地基是各各时代的垃圾规程而成的，这给了作者以很大的想象空间。暗水幽灵一书是“飘进我屋子里来的大海的声音”。

### 楔子 · 序章
每当儿子来东京小住，佳代总喜欢清晨和孙女悠子出去散步。从家门口一直到三浦半岛东边的观音崎，再返回，一共3公里左右的路程。一路上孙女悠子总是问东问西，佳代也每次都会耐心解答。有时因海流的原因，总会冲上岸来很多的漂浮物。这些东西引起了悠子的兴趣，还缠着佳代给他讲恐怖故事。这时佳代总会编一些这样的故事。

### 浮游之水
拥有洁癖的母亲松原淑美与女儿郁子从武藏野搬到这座人工陆地上。母女两个在顶层放烟花时发现了一个装满玩具的塑料包，从此与这个包背后的“故事”结下了因缘。原来这公寓二层以前住过一家三口人，一年夏天那家的小女孩失踪了。这包应该是属于那个名叫小美的小女孩，但为什么会出现在楼顶上不得而知。之后发生了很多事情，令这位富于幻想的母亲怀疑小美并非失踪，而是一直在天台的水塔里玩水呢。

### 孤島
教師谦介收到收到恩师佐佐木的邀请去第六台场考查。正值暑假便欣然同意。其实谦介还有一个原因，一提到第六台场，便让他想起他的同学阿相，与阿相那位信新宗教的女朋友。阿相仅23岁就因为癌症离开了人世。去世前阿相说他把他的女朋友扔在了第六台场，当时她的女朋友怀有身孕。多年之后，第六台场传说发现了奇怪的生物。
谦介一行人来到这与隔绝的第六台场，发现在台场中央有人居住的痕迹。有人在这里种菜，还有房屋和坟墓。甚至他们还“抓到”一个像野人的小男孩。当看到这个小男孩的时候，谦介什么都明白了，他是阿相的儿子。其实人的生命力不输给那漫山遍野的植物呢，谦介这么想道。

### 洞穴
渔夫裕之从小受到家庭暴力，导致他人格也有暴力倾向。他年青时与一个女人结婚其实是因为那女人的肚子里有了孩子。后来女儿和父亲患了失语症，儿子在他眼里性格懦弱，又不会游泳，令其非常失望，经常打儿子的他有时也意识到自己越来越像他的父亲了。虽然他每月有数百万日元的收入，但家庭的不幸福让他在一个晚上酒后将妻子杀了。他把妻子的尸体扔里了自己的船里之后瞬间忘记了自己所做的一切。一觉醒来见妻子不见了，甚至还上街寻找。
凌晨3点左右，裕之按照习惯出海打渔。在上船之后猛然想起自己做的事情。于是裕之决定将尸体扔进海里。可是那天天气不好，船翻了。裕之被扣在船下面，妻子的尸体似乎也想报仇一样将逃生的出口堵住。就在裕之绝望的时候，海上保安厅的人将裕之救了上去。经历生死之后的裕之豁然开朗了许多，也对自己杀妻的行为从内心的自责。

### 环游梦之岛之旅
参与传销的一对令人厌恶的夫妇，把算将一艘游艇卖给榎吉正幸。他们把榎吉请到船上，开出海去。打算在海上喝酒、看风景，当然主要的还是完全业绩。榎吉对他们的行为并不以为然，但是有船可坐倒也可以接受。晚上6点多的时候，海面一片漆黑了，可这时船却不动了。榎吉在船尾处螺旋桨里捡到了一个小男孩左脚的鞋，上面写着“数广”两个字。看来原因找到，本以为将鞋取出扔回海里就没事了，可是这艘船依然一动不动。那对夫妇的经验不多，技术也很差，弄了2个小时也没有结果。此时男主人决定自己下海去看看情况。
当男主人上来时，似乎受到某种刺激一样。呆住了很长时间。榎吉给他喝了酒之后，男主人才镇定了许多。然后男主人说了件奇怪的事情，他说他似乎看到一个光着双脚的小男孩趴在船的龙骨上，导致这船动不了的。在恐惧和无奈之下，榎吉决定自己游泳回到陆地，然后再救这对夫妇。在拼命游了了200多米之后，榎吉上了防波堤，并在人造岩石上又捡到一只右脚的鞋，和那只左脚的鞋刚好是一对。忽然榎吉认为男主人似乎真的看到一个小男孩趴在船的龙骨之上。

### 漂流船
第七若潮丸号在返航途中遇到一艘私人粉红色游艇。船员们急于返航，可又不能放任这艘游艇不管，于是船长高木决定把游艇托在自己船的后面，又同意船员白石和男的请求在船上看着。
当和男登船的时候，老水手上田的一句话让和男心里发毛起来。因为他说这是一艘幽灵船，非常少见。可是好奇心驱使下，还是让和男进入了这艘游艇，因为他一直想拥有这样一艘游艇。这艘游艇很豪华，能住6个人。和男找到了主人房间，开了一并红酒，边喝边看着航海日记，他想知道这游艇曾经发生过什么。
原来这是个姓善国孝之的人写的，里面说准备一家四口人出海航行一周时间，但是在第五天的时候日记戛然而止。内容并没有什么太奇怪的内容，只有两篇比较有意思，一篇写着女儿说这游艇里还有第五个人存在，后来全家人都做了同样一梦，梦见自己把亲人推下了海……可究竟发生了什么，和男又恐惧又好奇。为了能睡好觉，和男又开了一瓶红酒。
当天夜里和男做了一个梦，梦见自己在一块礁石上砸螃蟹，砸得满地都是螃蟹的尸体，他感觉他是被人强迫这样做的。在那个人眼神的命令下和男又开始砸自己的脚，就这么和男疼醒了。当和男醒的时候，发现才睡了几个小时，他来到甲板发现船上的仪器被砸坏，连接大船用的绳子断开，对讲机也没有回答。和男忽地慌了，而且那个眼神一直在盯着他，依然在命令他伤害自己。和男愤怒的咆哮，寻找解决的办法。突然他想起那本日记，找到其中略过的一篇。原来女儿捡到了一个漂流瓶，里面有一个贝壳却长着很邪恶的像眼睛一样的贝肉，父亲劝女儿把它扔了，但女儿不听又怕父亲找到于是给藏了起来，究竟藏在哪里了呢，和男似乎见到了希望一样，认为问题就在那个漂流瓶上，找到它应该能解决问题。但是这么大一艘游艇，找到一个瓶子谈何容易呢？所以和男在身上有伤的情况下决定坐救生艇逃走。其实和男不知道的是那个漂流瓶就在他的身边，救生艇上与一堆清水和食物放在一起。

### 水的颜色
芝浦运河边上有一座七层的建筑物，这原本是一家叫美非斯特的迪厅，后来租给了一家叫海临丸的剧团。团长叫清源健三，所说是位很有才华的人。
其实剧团内有不少人来过这里，对这里当时的一切都是那么的熟悉。其中一个演员叫菊池纪子的就是。团长最重视的就是她了，也对她要求最严格，有时甚至还打骂。但休息时两人又说说笑笑，像情侣一样。团员们并没有说什么。但是有一位老团员叫神谷有些不满，因为纪子的存在让神谷由演员退到后台做音响师……
那天公演，是纪子的首场演出。可是一件可怕的事情发生了，因为天花板在往舞台滴水。清源示意神谷上去查看。神谷明白他的意思后离开音响室，但不知道上楼的路。情急之下他通过紧急出口，就着楼外的夜色到达了楼上黑暗如洞口一样的走廊。神谷摸索着开了灯，进入了曾经熟悉的迪厅。迪厅内装潢奇特，但以现在的灯光看来又非常可笑。神谷想这附近的厕所或者厨房在哪呢？厨房没有水，只有离舞台很近的厕所才有可能。果然厕所已经满地的积水了。神谷顾不得湿鞋，奔到水池边看情况，他发现是水龙头有些松动。而且下面的排水管也堵了。神谷伸手去拧水龙头，可是这一下让水整个喷了出来。神谷打算用一只手去堵水管，另一只手摸下面水池的排水管。但他摸到的一缕染色的假发。神谷继续入外抠假发，不知不觉间已经满地的假发了，五颜六色的，像海藻一样漂了一地，显得异常诡异。
神谷的努力成功了，他又在杂物间里找到了一根弹性不错的，绿色的管子，将水龙头缠住了。这时他才发现原来这是一间女厕所。神谷清理了积水，又在镜子中看了自己的脸，想像如果在舞台上会怎么表现这一段。
突然地，神谷发现了不对劲的事情，5个厕位，却有一个锁着门，难道里面有人吗？好奇心驱使下让神谷来到了门前，想问有人吗却又咽了回去。他发现地上的积水在流向这间锁着门的厕位。里面吧嗒一声门开了一条缝，就着门缝神谷看到里面有数不清的黑色的物体在蠕动……直到有人叫出声来，才让神谷意识到他是在演戏。神谷完全沉浸在自己的演技世界里了。
除少数评论家批评表演太过标新立异之外，其他都是溢美之词。

### 海底沉睡的森林
1975年初冬，杉山文彦与好友神原一起在这座山上探险。探险是他们的乐趣，但自从有了家庭以来，杉山却谨慎了许多，他们本打算发现些什么就回去的。二人带的装备其实也很简单。可是神原这个大块头似乎没想这么多，他相当热衷探险，也很有活力。当跳下一段很短的覆盖着树叶缓坡时，神原发现了一个洞口，这其实是关东最大的一个钟乳石洞。好运从天而降，让神原拼了命的也要进入这个洞中，他使劲用铁铲将洞口扩大，又将身体往洞口里塞。本来杉山发现了这个洞打算回去找几个人，带些专业装备的，可是好奇心与兴奋心情的驱使下还是跟着神原进去了。当进去的时候才知道，原来这个洞还真的相当壮观庞大，二人兴奋的不行，神原还在洞里吹起了口哨。虽然跑调的声音让杉山有了很不好的预感。两人在洞四处观察，终于神原在一处发现了个坚坑，似乎是唯一的出口。此时杉山有些动摇，简单清理了坑口碎石竟然下去了。杉山竟然完全忽视了自己的谨慎。在下面杉山发现了地下暗河、温暖的空气，似乎还有人来过的痕迹。这时神原也要抢着下来，这可一下不要紧，一块巨石塌落下来将神原砸死在坚坑入口处。为了生存下去，杉山决定放弃同伴的尸体向下走去。下面的路像迷宫一样，杉山走了大约10个小时，照明的电力也差不多快尽了。杉山来到了一个湖边。在这里杉山不禁后悔为什么要离开家庭来这里，他想通过水流逃生，又犹豫不决，2天过后杉山还是跳了一去……。杉山的尸体被发现在地下湖底，神原的尸体也很快被发现了。当时杉山的儿子杉山武彦才3岁。
1993年夏，一支12人的考察队再一次来到了这里，此时已经是20年之后了，武彦也已经长大。每到一处，武彦都想像着父亲会发生什么。警方当时认为父亲是精神错乱自杀，但母亲绝对不信的。母亲说在父亲死后一年，有人把一个胶卷盒送到家里，里面是一个地图的复印件，地图背后写着：
```
                  武彥：
                        即使你知道前面沒有出口，有時候還是應該下定決心奮力一搏。
                        你的媽媽和新生的寶寶就拜託你了。
                                                                                                         父親絕筆
```

这封信让武彦受益非浅，每当需要鼓足勇气时，武彦都能想起父亲的话。他在心里默念道：「父亲，我继承了您的精神⋯⋯。」

### 尾声
20年前佳代昏倒在横须贺的街头,被送到医院后被诊断为网膜下腔出血。治好后左脚留下了后遗症。曾经一度绝望的佳代开始信佛，开始了她持续20年从不间断的清晨散步。5月份的时候，路边会开一种生命力顽强的草，叫明日草。佳代会摘下几片叶子供在地藏菩萨面前，双手合十对着地平线露出的太阳祈祷。
在眼角的余光里，佳代看到海边小水洼里有一个亮晶晶的东西，走近一看是个半透明的小盒子。里面还有一封信，但佳代并没有立刻看信，而是把盒子和信起带回了家。回到家，佳代仔细看了里面的内容，盒子里装着秩父山附近的地图，信是给一个叫杉山文彦的人，内容没什么特别，只是一些说教之辞。查看地图才知道这信要被送往大田区的多摩川。
佳代并没有想太多，只是把这个盒子丢在抽屉里，半个月来每次想想信里的内容，总觉得应该把这个盒子送去。于是佳代决定自己亲自过去一趟。一年以后明日草又开花时候，佳代的身体已经恢复得差不多了。佳代决定启程。
信上的地址离车站虽然不远，但佳代由于路不熟悉，走很多冤枉路。等到了地方已经很累了。佳代在一楼大厅休息了一会便开始找这个叫杉山武彦的人的邮箱。一边找一想想象着这一家人是什么关系，当把盒子扔进了邮箱，咚的一声关上盖子之后，佳代也放了心。此时一位母亲背着小孩走了进来，带着奇怪的表情从邮箱里取出了盒子，小孩子好奇心的喧嚣抢着要看，在声音还没停的时候，佳代踏上了回家的路。虽然佳代不知道信背后藏着的是什么故事，但那几句话却成为佳代心灵的支撑。

## 改編電影
2002年由中田秀夫導演，2003年于富川国际幻想电影节获奖。2005年好莱坞翻拍版本，取名《鬼水》。

### 简介
淑美与丈夫离婚后一直在争夺女儿的抚养权，并与女儿郁子搬进了新的公寓。但是房屋漏雨严重、再次给淑美不安全感。
一天，淑美在天台顶上发现了一个红色的塑料包，和郁子在幼稚园一起上学的一个小孩用的差不多，就是一个叫河合美津子的2年前下落不明的那个。

### 工作人员
- 導演：中田秀夫
- 制片人：一瀬隆重
- 剧本：中村義洋・鈴木謙一
- 音乐：川井憲次
- 主題曲：青空（歌：菅止戈男）
- 製作：「仄暗い水の底から」製作委員会（角川書店、日本电视台、VAP、Office Augusta、オズ）
- 制作Production：オズ
- 配給：東宝

### 演员
- 松原淑美：黒木瞳・碇由貴子（幼児期）
- 浜田邦夫：小日向文世
- 松原（浜田）郁子：菅野莉央（幼児期）・水川麻美
- 河合美津子：小口美澪
- 律师・岸田：小木茂光
- 不動産屋・太田：徳井優
- 管理人・神谷：谷津勲
- 保母：浅野麻衣子
- 律师：吾羽七朗
- 男仲裁委员：野村信次
- 女仲裁委员：志水季里子
- 河野：諏訪太朗
- 佳代：原知佐子
- 喜代美：黒石えりか
- 玲子：大塚ちひろ
- 带着狗的老姉妹：花原照子・安田洋子
- 幼稚園園長：品川徹
- 保母：畑中映里佳

### 预告
- 我妈妈在一起，直到永永远远
- 原作：鈴木光司×監督：中田秀夫　震撼赠予关联的搭档的灵魂的大地・恐怖

### 电影版中的变化
因为原著是短篇小说，因此做了大幅的变化。。
- 原著中河合美津子只不過是母親的幻覺，但在電影裡卻成為數次現身的幽靈，母親還發現美津子行踪不明的尋人啟事。
- 美津子書包由Hello Kitty的背包改成mimiko的背包，並增加「檢到背包後，數次丢掉又重新出現」的劇情。
- 在原著中不曾出現的公寓管理員，在電影中登場，並被賦予名字，另外增加丈夫、律師和不動產仲介的角色。
- 電影中交代事件10年後的發展，郁子由父親撫養長大，成為高中生。
- 電影中出現的河合家是間嚴重積水的屋子。主角一家本來住在四樓，改為住在三樓。

## 改編電視劇
1997年，著名作家的短編小说，被拍摄成系列电视剧《环游梦之岛之旅》，此剧作为其第一话在朝日电视台播放。
- 脚本・監督：飯田譲治
- 製作：五十嵐文郎、遠藤孝一、加藤和夫、中曽根千治、角田朝雄
- 音楽：LA FINCA（池頼広）
- 撮影：金谷宏二
- 出演
  - 榎吉正幸：高橋克典
  - 牛島美奈子：田中美奈子
  - 牛島：矢島健一

## 相关书籍
- 鬼水怪談（仄暗い水の底から）2002年7月22日出版（漫画：MEIMU）日本角川書店，台灣角川出版。
  - 收錄：《楔子》、《鬼水怪談》、《夢幻島遊艇》、《漂流船》、《沈入海中的森林》。
- ，角川書店發行。